# Провоторов, Николай Сергеевич
Николай Сергеевич Провото́ров (1918—1975) — советский театральный актёр. Народный артист РСФСР (1971). Лауреат Государственной премии РСФСР имени К. С. Станиславского (1971).

## Биография
Родился 31 июля 1918 года в деревне Пальная Бугульминского уезда Самарской губернии.
В 1936 году после окончания школы в Чистополе поступил в Казанский институт инженеров коммунального строительства.

В 1939—1941 годах — артист Казанского театра юного зрителя.

В 1941—1943 годах, в период учёбы в Сибирском автодорожном институте — артист Омского областного драматического театра.

В 1943—1850 годах — артист Ульяновского областного драматического театра.

В 1950—1952 годах — артист Московского государственного драматического театра имени Моссовета.

В 1952—1963 годах — артист и режиссёр Казанского драматического театра имени В. И. Качалова.

В 1963—1968 годах — артист Ростовского государственного драматического театра имени М. Горького.

В 1968—1975 годах — артист Краснодарского краевого драматического театра имени М. Горького.
Умер в Краснодаре 16 февраля 1975 года.

## Роли в кино
- 1963 — Человек, который сомневается  —  прокурор

## Признание и награды
- народный артист РСФСР (1971)
- заслуженный артист РСФСР (1957)
- заслуженный артист Татарской АССР (1954)
- Государственная премия РСФСР имени К. С. Станиславского (1971) — за создание образа В. И. Ленина в спектакле «Незабываемые годы» по трилогии Н. Ф. Погодина и исполнение роли Бармина в спектакле «Человек и глобус» В. В. Лаврентьева на сцене Краснодарского КАДТ имени М. Горького[2]
- Республиканская премия имени Габдуллы Тукая (1959) — за исполнение роли В. И. Ленина в спектакле «Третья патетическая»[3]